# James David Forbes
James David Forbes, född 20 april 1809 i Edinburgh, död 31 december 1868, var en skotsk naturforskare.
Forbes blev 1833 professor i naturvetenskap vid University of Edinburgh och 1859 rektor för United College of St. Andrews. Han är främst känd för sina arbeten om glaciärer samt tilldelades Rumfordmedaljen 1838 och Royal Medal 1843.